# SDSS J0100+2802
SDSS J0100+2802 (även SDSS J010013.02+280225.8) är en kvasar som är belägen 12,8 miljarder ljusår från Jorden, i sstjärnbilden Fiskarna. Den är 4,2x1012 gånger så luminös som solen, och svarta hålet i mitten av kvasaren har 12 miljarder gånger solens massa, vilket gör den till ett supermassivt svart hål. Kvasaren avger 3x1041 watt energi, vilket är 4,3×1014 gånger solens. 
Kvasaren tros ha bildats 900 miljoner år efter big bang.